# مركز نيروبي للتجارة العالمية
مركز نيروبي للتجارة العالمية هو مجمع متعدد الاستخدامات في ضاحية ويستلاندز في أبر باركلاندز في نيروبي، مملوك لشركة نيروبي جي تي سي للصناعة المحدودة. يقع المركز على قطعة أرض مساحتها 7.5 فدان في ويستلاندز، ويتكون من برج مكاتب نيروبي جي تي سي، أطول مبنى في كينيا، ويرتفع 184 متر (604 قدم) فوق سطح الأرض، مع 42 طابقًا.

## الملخص
تم تطوير مركز التجارة العالمي كأبراج متعددة الاستخدامات، ويقع على قطعة أرض مساحتها 7.5 فدان في حي ويستلاندز في أبر باركلاندز. يتكون مركز التجارة العالمي من ستة أبراج مهيبة أخرى: برج مكاتب مكون من 42 طابقًا، وبرج فندقي مكون من 35 طابقًا يستضيف سلسلة فنادق جي دبليو ماريوت الأمريكية، وأربع شقق سكنية تتراوح من 24 إلى 28 طابقًا. كما يضم مركز التجارة العالمي مركزًا تجاريًا مكونًا من 4 طوابق في ومتجرًا تجاريًا مكونًا من 3 طوابق داخل برج مكاتب مركز التجارة العالمي يقع برج مكاتب مركز التجارة العالمي في أقصى الجنوب من جميع المؤسسات الأخرى على طول طريق واياكي وطريق نيروبي السريع، ويمتد باقي المجمع شمالًا وغربًا على طول طريق ويستلاندز وعلى جانبي طريق شيرومو.